# 艾喜拉艾沙希利足球俱樂部
艾喜拉艾沙希利足球俱樂部（英语:Al Hilal Al Sahely；阿拉伯语:الهلال الساحلي） 是也門足球俱乐部，位于也門荷台达。俱乐部成立于1971年，球队历史上一次获得过也门总统杯。

## 球队荣誉
- 也門總統盃: 1次 2005年

## 主体育场
阿尔尤鲁菲体育场（Al Ulufi）是荷台达的一座多功能的体育场，大多举办足球赛事，现为阿尔希拉尔足球俱乐部的主场，球场可容纳15,000位球迷。